# Bardo Śląskie (przystanek kolejowy)
Bardo Śląskie – przystanek osobowy w Polsce, znajdujący się w Bardzie, w powiecie ząbkowickim na linii kolejowej nr 276 z Wrocławia Głównego do Międzylesia.

## Ruch pasażerski
| Rok  | Wymiana pasażerska na dobę |
| ---- | -------------------------- |
| 2017 | 150-199                    |
| 2022 | 200-299                    |

## Historia
Linia kolejowa z Wrocławia dotarła do Barda w 1872 r. Jednak mieszkańcy miasta korzystali ze zbudowanego na przedmieściu dworca kolejowego, na którym kończyła się dotychczasowa linia. Przez 2 lata trwała budowa tunelu pod Tunelową Górą o długości ok. 270 m i wykucie na nim półki skalnej w zboczu doliny Nysy Kłodzkiej, przy którym pracowali głównie robotnicy z zagranicy, z Włoch.
Przystanek kolejowy w Bardzie powstał jednak dopiero 30 lat później w 1905 r., co związane było ze zwiększającym się w samym mieście ruchem pielgrzymkowo-turystycznym.